# خورشیدگرفتگی ۲۱ نوامبر ۱۹۳۸
خورشیدگرفتگی ۲۱ نوامبر ۱۹۳۸ (به انگلیسی: Solar eclipse of November 21, 1938) یک خورشیدگرفتگی از نوع خورشیدگرفتگی جزئی است. این خورشیدگرفتگی در تاریخ ۲۱ نوامبر ۱۹۳۸ میلادی (‎۳۰ آبان ۱۳۱۷ خورشیدی) روی داد که زمان اوج آن، ساعت ۲۳:۵۲:۲۵ به‌وقت ساعت هماهنگ جهانی بوده‌است.